# Jingnan

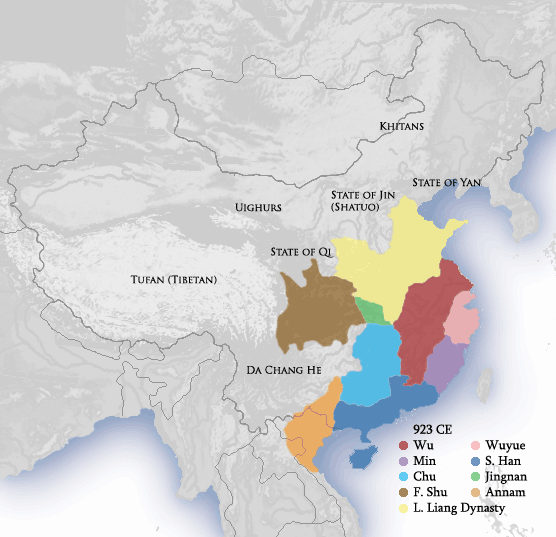
Chiny w 923 r.; państwo Jingnan zaznaczone na zielono

Jingnan (chiń. upr. 荆南; chiń. trad. 荊南; pinyin Jīngnán), zwane także Nanping (chiń. 南平; pinyin Nánpíng) – krótkotrwałe państwo w centralnych Chinach, jedno z Dziesięciu Królestw.
Założyciel, Gao Jinchang, zwolennik twórcy Późniejszej dynastii Liang - Zhu Wena, w 907 został mianowany przez tego ostatniego gubernatorem wojskowym Jiangling. Po upadku dynastii Liang przyjął tytuł króla Nanping i w Jiangling ustanowił swoją stolicę. Mimo słabości państwa (zajmującego teren na południe od Wuhanu, na południu dzisiejszej prowincji Hubei) on i jego następcy, dzięki zręcznej dyplomacji utrzymali niezależność od kolejnych dynastii rządzących północą Chin. Ostatecznie poddali się w 963 armiom konsolidującej władzę w Chinach, dynastii Song.
| Imię pośmiertne       | Nazwisko i imię      | Okres panowania |
| --------------------- | -------------------- | --------------- |
| Wǔxìn Wáng (武信王)   | Gāo Jìxīng (高季興)  | 909-928         |
| Wénxiàn Wáng (文獻王) | Gāo Cónghùi (高從誨) | 928-948         |
| Zhēnyì Wáng (貞懿王)  | Gāo Bǎoróng (高保融) | 948-960         |
| brak                  | Gāo Bǎoxù (高保勗)   | 960-962         |
| brak                  | Gāo Jìchōng (高繼沖) | 962-963         |